# International Film Service
International Film Service (IFS) est un studio d'animation américain créé pour exploiter la popularité des bandes dessinées publiées dans la presse de William Randolph Hearst.
Malgré leurs noms similaires, « Hearst News », IFS, Californie, n'a aucun lien avec « International Film Service Company, Inc. », New York.

## Historique
En 1914, William Randolph Hearst étend l'activité de son agence de presse, l'International News Service, créée en 1909, en y ajoutant l'International Picture Service, un réseau créé pour produire des actualités cinématographiques, à une époque où celles-ci étaient encore une idée totalement nouvelle. Le succès que connaissent ces actualités cinématographiques (Hearst Newsreel) auprès d'un public conquis par cette nouvelle manière de s'informer à une époque où la télévision n'existait, pas pousse le magnat des médias à créer l'International Film Service (IFS) en 1915. 
Cette société avait pour objectif de transposer les bandes dessinées phares publiées dans les journaux de Hearst en « bandes dessinées vivantes », destinées à être ajoutées à la fin des actualités cinématographiques. Pour Hearst, ces dessins animés avaient le même objectif que les bandes dessinées : accroître la diffusion de ses journaux. Le succès des anciens employés de Hearst, Winsor McCay, George McManus et Bud Fisher, avec leurs dessins animés inspirés de leurs bandes dessinées (« Little Nemo », « The Newlyweds et Mutt and Jeff »), y était peut-être pour quelque chose, Hearst étant un mauvais perdant. 
Pour diriger ce nouveau studio, Hearst fait comme à son habitude : il attire les meilleurs talents de ses concurrents en leur promettant un salaire colossal, le genre de salaire que seul un Hearst pouvait se permettre. Le superviseur était Gregory La Cava, qui avait animé pour le Studio Barré. La Cava fut crédité comme réalisateur de tous les dessins animés d'IFS. Les dessins animés d'IFS furent les premiers à attribuer un crédit approprié au réalisateur et aux animateurs, et non pas seulement au créateur de la bande dessinée (leur crédit était en tout petit à l'écran, mais il était là). Il fut rejoint par William Nolan et Frank Moser, les animateurs les plus efficaces du secteur. Hearst engage Raoul Barré, directeur d'un autre studio d'animation, pour animer sa première série et former les nouveaux embauchés aux techniques d'animation.
IFS se lance dans huit séries différentes dès le début. Cela ne fut possible que grâce aux extraordinaires compétences organisationnelles de La Cava. En revanche, la qualité en pâtit. Les dessins animés d'IFS sont en effet des « bandes dessinées vivantes », avec peu de mouvement et de nombreuses bulles de dialogue au lieu des intertitres utilisés par la plupart des autres studios d'animation. De ce fait, ils ne sont plus très intéressants à regarder aujourd'hui. Le studio a cependant donné naissance à une série durable : Krazy Kat. IFS a également été le premier studio à accueillir de nombreux futurs talents de l'animation : Vernon Stallings, Walter Lantz, Ben Sharpsteen, Jack King, John Foster, Grim Natwick, Burt Gillett et Isadore Klein.
La Première Guerre mondiale sonne le glas d'IFS. Hearst avait défendu une position pro-allemande agressive pendant des décennies, militant contre l'entrée en guerre des États-Unis, en partant du principe que les immigrants allemands étaient au cœur de la cohérence de son journal. En conséquence de ces prises de position, International News Service perd sa crédibilité. L'endettement croissant qui en résulte  contraint Hearst à se séparer de son activité la moins rentable : IFS. L'ensemble du personnel est licencié le 6 juillet 1918, une date surnommée dans l'histoire de l'animation le « Lundi noir », mais Hearst, soucieux de ses productions animées, les concède sous licence au studio de John C. Terry. Lorsque ce studio ferme ses portes un an plus tard, il se tourne vers son ancien concurrent, J. R. Bray Studios, qui se charge désormais de la production sous licence des dessins animés d'IFS. L'accord dure de 1919 à 1921, date à laquelle l'accord IFS-Bray prend fin, les derniers dessins animés sortant au début de l'année 1921.

## Filmographie partielle
Entre 1915 et 1919 International Film Service produit différentes séries de dessins animés :
- Phables (1915-1916): réalisés par Gregory La Cava; animés par Raoul Barré
- Joys and Glooms (1916): réalisés par Gregory La Cava; animés par Frank Moser et  Raoul Barré
- Krazy Kat (1916-1917): réalisés par Gregory La Cava; animés par Frank Moser, Leon Searl, Bill Nolan, Bert Green, Edward Grinham, Earl Klein, Isadore Klein, Sid Marcus, Al Rose
- The Katzenjammer Kids (1916-1918): réalisés par Gregory La Cava; animés par Gregory La Cava, John Foster, Vernon Stallings, Isadore Klein; scénarisés par H.E. Hancock et Louis De Lorme
- Maud the Mule (1916): réalisés par Gregory La Cava; animés par Bert Green
- Happy Hooligan (1916-1919): réalisés par Gregory La Cava; animés par Frank Moser, Bill Nolan, Ben Sharpsteen, Jack King, Isadore Klein, Grim Natwick; scénarisés par Louis De Lorme
- Jerry on the Job (en) (1916-1917): réalisés par Gregory La Cava; animés par Will Powers, Walter Lantz; scénarisés par H.E. Hancock et Louis De Lorme
- La Famille Illico (Bringing Up Father) (1916-1917) : réalisés par Gregory La Cava; animés par Frank Moser, Bert Green, Edward Grinham, Grim Natwick; scénarisés par Louis De Lorme
- Abie the Agent (1917):  réalisés par Gregory La Cava;
- Judge Rummy (1918-1919): réalisés par Gregory La Cava; animés par Gregory La Cava, Grim Natwick, Jack King, Burton Gillett, Frank Moser, et Isadore Klein
- Tad Cartoons (1918-1919): réalisés par Bill Nolan et Walter Lantz

## Distributeurs
- Vitagraph Studios (1916-1917)
- Pathé (1916-1917)
- Educational Pictures (en) (1918-1919)
- Winkler Pictures (1919-1925)

## Équipe
- Producteur : William Randolph Hearst (1916-1918), John C. Terry (1918-1919)
- Réalisateurs : Gregory La Cava, Bill Nolan, Walter Lantz
- Animateurs : Raoul Barré, Frank Moser, Leon A. Searl, Bert Green (1916-1918), Bill Nolan (1916-1918), Edward Grinham, Ben Sharpsteen, Jack King (1920-1921), Will Powers, Walter Lantz, John Foster, Vernon Stallings (1916-1918), F. M. Follett, Leighton Budd, Hal Coffman, Grim Natwick (1916-1918), Burton Gillett, Isadore Klein (1916-1918), Earl Klein (1917-1917), Sid Marcus (1916-1917), Tom Norton (1916-1918), Al Rose (1916–17), George Rufle (vers 1916)
- Scénarios : Tom Powers, Louis De Lorme, H. E. Hancock

## Crédit d'auteurs
- (en) Cet article est partiellement ou en totalité issu de l’article de Wikipédia en anglais intitulé « International Film Service » (voir la liste des auteurs).